# The Power to Believe Tour Box
The Power to Believe Tour Box – kompilacyjny album King Crimson, wydany 28 lutego 2003 roku nakładem Discipline Global Mobile jako CD.

## Historia i muzyka albumu
The Power to Believe Tour Box powstał w trakcie trasy promocyjnej albumu studyjnego The Power to Believe, wydanego w 2003 roku. Na trwającej ponad godzinę płycie CD znalazły się fragmenty wywiadów udzielonych przez członków zespołu oraz kilka muzycznych ciekawostek. Album rozpoczyna się siedmioma utworami, trwającymi około 16 minut, zarejestrowanymi w sobotę 18 stycznia 2003 roku w Sushi on Sunset w Hollywood podczas konferencji prasowej przed trasą koncertową. W dyskusji udział wzięli: Adrian Belew, Robert Fripp i Trey Gunn. Po wywiadzie pojawiają utwory muzyczne: demo „Happy With What You Have to Be Happy With”, niewydany wcześniej „Message 22” oraz „Emerald banter”. Po nich następuje ponad 20-minutowy fragment wywiadu z Frippem w japońskiej telewizji, a całość kończy trzyczęściowy, instrumentalny utwór „Sus-Tayn-Z Suite”, pochodzący z repertuaru ProjeKct Two. Do wydawnictwa dołączono 20-stronicową, kolorową książeczkę ze zdjęciami, listami sprzętu oraz dodatkowymi informacjami dotyczącymi albumów i tras koncertowych. Album można było nabyć podczas koncertów w 2003 roku.

## Lista utworów
Lista i informacje według Discogs i AllMusic:
| 1.  | Sushi On Sunset – Press Conference Set 18th January 2003                                                | 2:46    |
|     | |         |
| 2.  | Sushi On Sunset – Press Conference                                                                      | 4:12    |
|     | |         |
| 3.  | Sushi On Sunset – Press Conference                                                                      | 3:27    |
|     | |         |
| 4.  | Sushi On Sunset – Press Conference                                                                      | 1:52    |
|     | |         |
| 5.  | Sushi On Sunset – Press Conference                                                                      | 1:07    |
|     | |         |
| 6.  | Sushi On Sunset – Press Conference                                                                      | 1:35    |
|     | |         |
| 7.  | Sushi On Sunset – Press Conference                                                                      | 1:14    |
|     | |         |
| 8.  | Happy With What You Have To Be Happy With – demo recorded at Thuderbird Studio Nashville, 22nd May 2002 | 3:13    |
|     | |         |
| 9.  | Sushi on Sunset – Press Conference (Reprise) Set 18th January 2003                                      | 0:53    |
|     | |         |
| 10. | Message 22 recorded at Studio Belew 11th March 2002                                                     | 5:22    |
|     | |         |
| 11. | Emerald banter recorded at Tracking Room, August 2002                                                   | 0:58    |
|     | |         |
| 12. | Superslow recorded at Tracking Room at Pat’s Garage, August 2002                                        | 4:33    |
|     | |         |
| 13. | UMJ Offices Japan – television Interview Tuesday 8th October 2002                                       | 1:56    |
|     | |         |
| 14. | UMJ Offices Japan – television Interview                                                                | 4:58    |
|     | |         |
| 15. | UMJ Offices Japan – television Interview                                                                | 1:28    |
|     | |         |
| 16. | UMJ Offices Japan – television Interview                                                                | 1:01    |
|     | |         |
| 17. | UMJ Offices Japan – television Interview                                                                | 3:44    |
|     | |         |
| 18. | UMJ Offices Japan – television Interview                                                                | 3:02    |
|     | |         |
| 19. | UMJ Offices Japan – television Interview                                                                | 4:43    |
|     | |         |
| 20. | Sus-tayn-Z Suite recorded at Tracking Room, August 2002                                                 | 3:22    |
|     | |         |
| 21. | Sus-tayn-Z Suite                                                                                        | 4:46    |
|     | |         |
| 22. | Sus-tayn Z Suite                                                                                        | 4:44    |
|     | |         |
|     | | 1:04:56 |
|     | |         |
- muzyka – King Crimson
- teksty – Adrian Belew

### Muzycy
- Adrian Belew – gitara, śpiew, elektroniczne instrumenty perkusyjne
- Robert Fripp – gitara
- Trey Gunn – Warr Guitar
- Pat Mastelotto – perkusja, programowanie

### Zespół produkcyjny
- produkcja – David Singleton i Robert Fripp
- okładka – na podstawie obrazu P.J. Crook
- projekt – Hugh O’Donnell